# Chloephaga rubidiceps
El canquén colorado o cauquén colorado (Chloephaga rubidiceps) es una especie de ave anseriforme de la familia Anatidae endémica de América del Sur. Tiene dos poblaciones aisladas: una en islas Malvinas y otra continental de la que quedan los últimos cientos. Actuales estudios podrían concluir que ambas poblaciones podrían tratarse de especies diferentes. Si así fuera, la especie continental pasaría inmediatamente a estado crítico de extinción. La especie hoy en día es una de las especies más amenazadas de Chile. Está catalogada en peligro de extinción debido a que su población ha disminuido considerablemente. Factores importantes aparentemente han sido la depredación por zorro chilla (Lycalopex griseus) introducido en Tierra del Fuego en la década de 1950, y el visón (Neovison vison) más reciente, especies que reducen el éxito reproductivo al depredar sobre huevos y crías. También se presume que la modificación del hábitat por pastoreo ovino causó la desaparición de los pastos altos en orillas de vegas, lugares donde la especie solía reproducirse. Hoy en día, la protección de hábitat de nidificación es una de las herramientas del programa de recuperación de la especie aunque con pocas parejas reproductivas. También, debido a que comparten hábitat cercano con otras especies del mismo género de gansos silvestres, como la avutarda común, el caiquén, el canquén o cauquén han sido cazadas indiscriminadamente durante su temporada de migración. Hace un par de años se creó en Magallanes el Monumento Natural Canquén Colorado, para proteger a la especie en su periodo reproductivo. Hoy en día, su población continental no supera los 400 individuos. También en la temporada 2016-2017, el Centro de Rehabilitación de Aves Leñadura de la Región de Magallanes y de la Antártica Chilena implementó un programa de cría en cautiverio para canquén colorado con fines de conservación.

## Características
- Dimensiones. Es el canquén más pequeño: mide unos 50 a 55 cm (centímetros) de longitud total (medida entre la punta del pico y la punta de la cola).
- Peso: 2721-3200 g (gramos).[4]

Macho y hembras iguales. Cabeza y cuello castaño rojizo, frente baja y anillo blanco alrededor del ojo. Pico negro y patas anaranjadas. Espalda, pecho y vientre rojizo barrado de negro. Mancha verdosa en el ala, en adultos. Las plumas de la cola son negras con brillo verdoso. Las alas también son más oscuras, presentando plumas blancas en la zona axilar y verdes negruzcas en la zona dorsal (Espejo alar). Las plumas mayores son de color verde metalizado brillante, con el borde terminal blanco. Los jóvenes se parecen a los adultos, pero su tonalidad es más pálida y carecen de espejo alar.
Puede ser confundido con la hembra de caiquén (Chloephaga picta), ya que sus tonalidades son muy similares. Diferencias básicas de C. rubidiceps son el menor tamaño, barritas oscuras del pecho y abdomen más finas, y patas anaranjadas.

## Distribución geográfica
Se distribuye en Argentina, desde Santa Cruz hasta Tierra del Fuego, abarcando toda la región de la Patagonia. En Chile habita en Magallanes y Tierra del Fuego. También está presente en las Islas Malvinas. No se han descrito subespecies.
Fue declarado monumento natural provincial por la provincia de Buenos Aires por la ley N.º 12250 sancionada el 9 de diciembre de 1998 y en la provincia de Santa Cruz mediante la ley N.º 3069 sancionada el 13 de agosto de 2009.

## Hábitat
En época no reproductiva habita en lugares donde predomina la hierba o vegetación no muy alta en zonas de vegas en medio de estepas, y en época reproductiva habita lugares con pastos altos en orillas de vegas, en pastizales herbáceos diseminados con matorral abierto, especialmente en zonas a orillas de caminos, acequias, charcos superficiales y ríos estrechos. En verano se distribuye en la cordillera de los Andes, mientras que en invierno ocupa zonas de la estepa patagónica.

## Comportamiento
A pesar de que este canquén es agresivo, es muy gregario y forma grandes bandadas durante la temporada no reproductiva. Presenta dos poblaciones separadas y distintas genéticamente, una sedentaria que habita las islas Malvinas y otra migratoria que habita la zona continental sur de Sudamérica. La población nidifica en el extremo sur de Chile y Argentina y migra normalmente durante la temporada de otoño-invierno 1300 kilómetros hacia la provincia de Buenos Aires en compañía del Cauquén Común (Chloëphaga picta).

## Reproducción
Nidifica en el suelo. Construye su nido oculto entre los pajonales y arbustos, lo tapiza en el fondo con pasto y lo cubre con abundante plumón. Pone hasta 6 huevos de color crema. Aunque es la hembra quien se encarga de la incubación, el macho se queda cerca durante este periodo.

## Alimentación
Ave herbívora, se alimenta de brotes tiernos de hierbas y pastos cortos que obtiene en zonas húmedas.

## Estado actual de conservación
Fue una especie muy común en la estepa magallánica antes de 1931, año en el que fue declarada “plaga agrícola” por el gobierno argentino junto a otras especies de cauquenes. Desde entonces, la población continental del Canquén (Cauquén) Colorado declinó, convirtiéndose en una de las especies más raras de la estepa magallánica. Hoy en día, su población está categorizada como en peligro crítico en Argentina y en peligro en Chile.
Según el Inventario Nacional de Especies de Chile (MINSEGPRES, 2007) el Canquén colorado Especie Silvestre se encuentra desde el año 2007 clasificada en la categoría En Peligro, argumentando para ello los criterios para pertenecer a esta categoría de conservación, clasificada como EN B2ab(iii), esta categoría de clasificación se debe a que esta especie posee un área de ocupación <500 km² (kilómetros cuadrados), con menos de 5 localidades (solo tres como sitios reproductivos y que además presenta una disminución de la calidad de su hábitat debido a depredación (zorro chilla) y posible interferencia con ganadería (consumo de pasto en entorno de vegas).

## Amenazas
Diversos tipos de amenazas son las que atacan al canquén colorado, como especies exóticas invasoras (impactando directamente la especie); cosecha (caza/captura); factores intrínsecos de la especie.
También se ha indicado que otra de las amenazas que presenta esta especie es el sobrepastoreo con ovinos, dado que esto ha provocado la disminución de sitios para la nidificación de la especie.